# Steber (film, 1997)
Steber je slovenski srednjemetražni biografski alpinistični TV film iz leta 1997. Režiser in soscenarist je bil Matjaž Fistravec. 
Govori o alpinistih Joži Čopu in Pavli Jesih, ki sta med 26. in 30. junijem 1945 plezala čez centralni steber, dotlej najtežavnejšo smer v triglavski severni steni. Zaradi pomanjkanja opreme in slabega vremena sta se znašla v težavah. Čopu je tretji dan zvečer uspelo priti iz stene in poslati gorske reševalce k Jesihovi, ki je sama izplezala potem, ko so ji reševalci z vrvjo pomagali prek najtežjega mesta.
Film se začne s prikazom gorniške zgodovine v črnobeli tehniki. Omeni prve plezalce - trentarske divje lovce, prevlado nemških in avstrijskih plezalcev, smrt Klementa Juga in prenos njegovega trupla v dolino, tekmo slovenskih plezalcev s tujimi ter plezanje Pavle Jesih in Sama Gostiše v steni.

### Slovenski filmski maraton 1997
Film ni bil sprejet na Slovenski filmski maraton 1997, ker je bil posnet na elektronskem mediju, čeprav takih filmov prejšnja leta niso zavračali. Ekipa je direktorju Tonetu Frelihu, direktorju Filmskega sklada RS, organizatorju festivala, podarila težko skalo, ki je simbolizirala usodo slovenskega filma.

## Produkcija
Sodelovali so Kulturno umetniški program TV Slovenija, Studio Alp in podjetje Come 2 Us. Snemali so z video kamerami.
Plezalne prizore z dvojnikoma je Fistravec posnel julija in avgusta 1996 ob pomoči alpinistov v Čopovem strebru, v vznožju severne stene Triglava, na Kugyjevi polici, na robu stene na Plemenicah in na vrhu Stenarja. Zaradi snemanja naj bi bil Aljažev dom zaprt med 12. julijem in 15. avgustom. Igralce in opremo je dostavljal helikopter Slovenske vojske (15. brigada vojaškega letalstva). Za svoje dejavnosti so morali pridobiti dovoljenje uprave Triglavskega narodnega parka, ki jim ni dovolila izklesati luknje v steni za Pavlino zavetje, zato so te prizore morali posneti drugje.
Mirjam Korbar se je pripravljala z alpinistom Silvom Karom. Borut Veselko je iz mladosti imel nekaj plezalnih izkušenj, vendar je resnejše plezanje raje prepustil drugim. Glavna igralca sta med snemanjem spoznala, da so bili obleka, obutev in plezalna oprema v starih časih neudobni, nevzdržljivi in naporni za uporabo. Za gorenjščino so imeli lektorja.

## Kritike
Neva Mužič je za časopis Delo zapisala, da je Steber na višjem nivoju, kot Fistravcev prejšnji film Brez, kar se vidi pri kompleksnejši montaži, ki ni brez spodrsljajev, in pa dramaturški vlogi filmske slike. Najučinkovitejša od vsega se ji je zdela glasba. Spraševala se je, če je zgodba dovolj znana, da bo pritegnila zanimanje širše javnosti. Obžalovala je dejstvo, da Fistravec vključuje fotografijo v film zgolj na realistični ravni, brez simbolne razsežnosti, ki bi obogatila faktografijo. Glavna igralca je pohvalila kot imenitna.
Marjanu Raztresenu se je zdel del o gorniški zgodovini predolg, film pa nepretresljiv.

## Zasedba
| - Borut Veselko: Joža Čop - Mirjam Korbar: Pavla Jesih - Rok Vihar - Maja Vidmar - Peter Boštjančič | - Vlado Novak - Nešo Toškalič - Simon Škerbinek - Gojmir Lešnjak - Vojko Zidar | - Igor Škrlj - Manca Ogorevc - Špela Trošt - Kristijan Ostanek - Milivoj Miki Roš |

vir

## Ekipa
| - plezalni prizori: Pavle Kozjek in Marija Štremfelj - snemalec v steni: Matjaž Fistravec - fotografija: Valentin Perko - glasba: Mitja Reichenberg - montaža: Olga Toni | - scenografija: Dušan Milavec - kostumografija: Gordana Gašperin - maska: Sonja Murgelj - tonski mojster: France Velkavrh |

vir

## Izdaje na nosilcih
- Steber. video DVD. Bresternica : Studio Alp ; Ljubljana : RTV Slovenija, Založba kaset in plošč, 1996
- Steber. videokaseta. Ljubljana : RTV Slovenija, Založba kaset in plošč, 1997